# Shōganai Yume Oibito
Singles de Morning Musume
Naichau Kamo
(2009) Nanchatte Ren'ai
(2009)
Shōganai Yume Oibito (しょうがない 夢追い人, ou Shoganai…, Shouganai…) est le 39e single du groupe féminin de J-pop Morning Musume, sorti en 2009.

## Présentation
Le single sort le 13 mai 2009 au Japon sur le label zetima, est écrit et produit par Tsunku. Il atteint la 1re place du classement Oricon, et reste classé pendant 5 semaines, pour un total de 53 950 exemplaires vendus durant cette période. Il sort également dans deux éditions limitées notées "A" et "B", avec des pochettes différentes, contenant chacune en supplément un DVD différent avec une version alternative du clip vidéo de la chanson. Le single sort aussi au format "single V" (DVD). Une édition spéciale "event V" (DVD) sera vendue lors de représentations.
C'est le premier N°1 du groupe depuis Aruiteru fin 2006, et le premier pour les membres de la 8e génération. C'est le 27e single avec Ai Takahashi et Risa Niigaki, ce qui en fait les deux membres à avoir enregistré le plus de singles avec le groupe.
La chanson-titre figurera d'abord sur la compilation de fin d'année du Hello! Project Petit Best 10, puis sur le dixième album du groupe, 10 My Me de 2010.
La chanson en "face B", 3, 2, 1 Breakin' Out!, sert de thème officiel à la convention Anime Expo 2009 (AX) de Los Angeles, dont le groupe est l'invité d'honneur. Un concours international est organisé à cette occasion pour permettre aux candidats amateurs de réaliser un clip-vidéo pour la chanson à l'aide de séquences du groupe filmé sur "fond vert"; le gagnant touchera près de 400.000 yens.

## Formation
Membres du groupe créditées sur le single :
- 5e génération : Ai Takahashi, Risa Niigaki
- 6e génération : Eri Kamei, Sayumi Michishige, Reina Tanaka
- 7e génération : Koharu Kusumi
- 8e génération : Aika Mitsui, Jun Jun, Lin Lin

## Titres
Single CD
1. Shōganai Yume Oibito (しょうがない 夢追い人?) – 5:06
2. 3.2.1 Breakin' Out! (3.2.1 BREAKIN'OUT!?) – 4:36
3. Shōganai Yume Oibito (Instrumental) (しょうがない 夢追い人...?) – 5:05

DVD de l'édition limitée "A"
1. Shōganai Yume Oibito (Dance Shot Ver.) (しょうがない 夢追い人...?)

DVD de l'édition limitée "B"
1. Shōganai Yume Oibito (Close-up Ver.) (しょうがない 夢追い人...?)

DVD de l'édition limitée "event V"
1. Shōganai Yume Oibito (Takahashi Ai Ver.) (しょうがない 夢追い人 (Takahashi Ai Ver.)?)
2. Shōganai Yume Oibito (Niigaki Risa Ver.) (しょうがない 夢追い人 (Niigaki Risa Ver.)?)
3. Shōganai Yume Oibito (Kamei Eri Ver.) (しょうがない 夢追い人 (Kamei Eri Ver.)?)
4. Shōganai Yume Oibito (Michishige Sayumi Ver.) (しょうがない 夢追い人 (Michishige Sayumi Ver.)?)
5. Shōganai Yume Oibito (Tanaka Reina Ver.) (しょうがない 夢追い人 (Tanaka Reina Ver.)?)
6. Shōganai Yume Oibito (Kusumi Koharu Ver.) (しょうがない 夢追い人 (Kusumi Koharu Ver.)?)
7. Shōganai Yume Oibito (Mitsui Aika Ver.) (しょうがない 夢追い人 (Mitsui Aika Ver.)?)
8. Shōganai Yume Oibito (Junjun Ver.) (しょうがない 夢追い人 (Junjun Ver.)?)
9. Shōganai Yume Oibito (Linlin Ver.) (しょうがない 夢追い人 (Linlin Ver.)?)

Single V (DVD)
1. Shōganai Yume Oibito (しょうがない 夢追い人?)
2. Shōganai Yume Oibito (Drama Ver.) (しょうがない 夢追い人...?)
3. Making Eizô (メイキング映像?)